# グリーゼ (小惑星)
グリーゼ（1823 Gliese）は、メインベルトのフローラ族に属するS型小惑星。1951年9月4日にハイデルベルク-ケーニッヒシュトゥール天文台に勤務していた天文学者カール・ラインムートによって発見された。

## 命名
グリーゼ近傍恒星カタログ (Catalogue of Nearby Stars) を編纂した天文計算研究所のヴィルヘルム・グリーゼを記念して命名された。